# Quintigny
Ne doit pas être confondu avec Jean-Baptiste de La Quintinie.
Quintigny est une commune française située dans le département du Jura, dans la région culturelle et historique de Franche-Comté et la région administrative Bourgogne-Franche-Comté.
Ses habitants se nomment les Quintignois et Quintignoises.

## Géographie

### Climat
Pour des articles plus généraux, voir Climat de la Bourgogne-Franche-Comté et Climat du département du Jura.
En 2010, le climat de la commune est de type climat des marges montargnardes, selon une étude du Centre national de la recherche scientifique s'appuyant sur une série de données couvrant la période 1971-2000. En 2020, Météo-France publie une typologie des climats de la France métropolitaine dans laquelle la commune est exposée à un climat semi-continental et est dans la région climatique  Jura, caractérisée par une forte pluviométrie en toutes saisons (1 000 à 1 500 mm/an), des hivers rigoureux et un ensoleillement médiocre. 
Pour la période 1971-2000, la température annuelle moyenne est de 10,8 °C, avec une amplitude thermique annuelle de 17,4 °C. Le cumul annuel moyen de précipitations est de 1 181 mm, avec 12,9 jours de précipitations en janvier et 8,9 jours en juillet. Pour la période 1991-2020, la température moyenne annuelle observée sur la station météorologique de Météo-France la plus proche, « Lombard », sur la commune de Lombard à 6 km à vol d'oiseau, est de 12,1 °C et le cumul annuel moyen de précipitations est de 1 128,6 mm. 
La température maximale relevée sur cette station est de 39,5 °C, atteinte le 24 juillet 2019 ; la température minimale est de −16,5 °C, atteinte le 5 février 2012,,. 
Les paramètres climatiques de la commune ont été estimés pour le milieu du siècle (2041-2070) selon différents scénarios d'émission de gaz à effet de serre à partir des nouvelles projections climatiques de référence DRIAS-2020. Ils sont consultables sur un site dédié publié par Météo-France en novembre 2022.

## Urbanisme

### Typologie
Au 1er janvier 2024, Quintigny est catégorisée commune rurale à habitat dispersé, selon la nouvelle grille communale de densité à sept niveaux définie par l'Insee en 2022.
Elle est située hors unité urbaine. Par ailleurs la commune fait partie de l'aire d'attraction de Lons-le-Saunier, dont elle est une commune de la couronne,. Cette aire, qui regroupe 139 communes, est catégorisée dans les aires de 50 000 à moins de 200 000 habitants,.

### Occupation des sols
L'occupation des sols de la commune, telle qu'elle ressort de la base de données européenne d’occupation biophysique des sols Corine Land Cover (CLC), est marquée par l'importance des territoires agricoles (52,7 % en 2018), en diminution par rapport à 1990 (65,1 %). La répartition détaillée en 2018 est la suivante : 
zones agricoles hétérogènes (41,1 %), forêts (34,3 %), zones urbanisées (13 %), terres arables (8,2 %), prairies (3,5 %). L'évolution de l’occupation des sols de la commune et de ses infrastructures peut être observée sur les différentes représentations cartographiques du territoire : la carte de Cassini (XVIIIe siècle), la carte d'état-major (1820-1866) et les cartes ou photos aériennes de l'IGN pour la période actuelle (1950 à aujourd'hui).

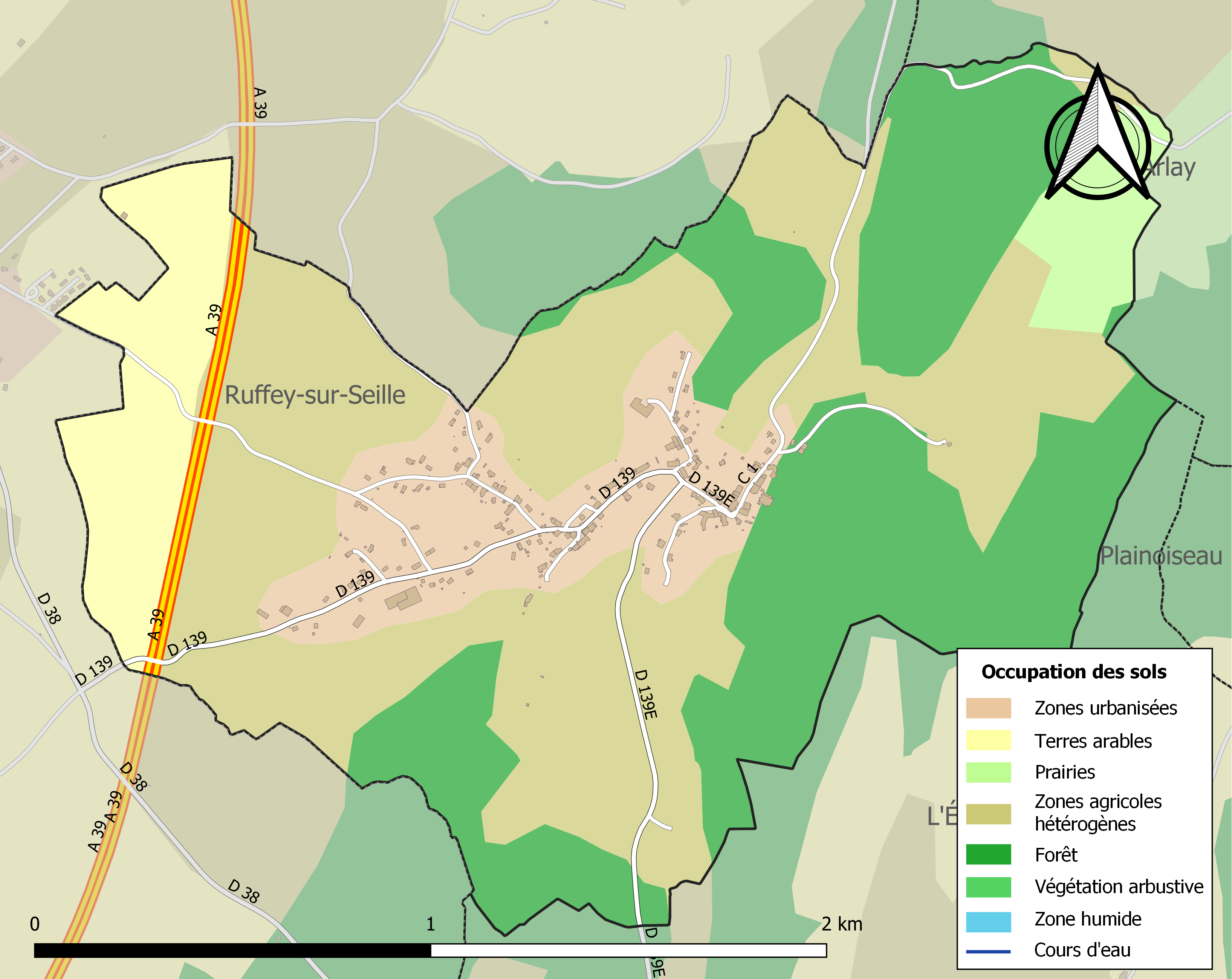
Carte des infrastructures et de l'occupation des sols de la commune en 2018 (CLC).

## Histoire

### Le drapeau de Quintigny
En juillet 2011, le maire de la commune retrouve dans un grenier le plus vieux drapeau républicain français : il ne comportait alors que deux couleurs, d'un côté le rouge et de l'autre le blanc, couleurs de la royauté française et de la France (le bleu sera ajouté définitivement en 1794). Il porte diverses inscriptions qui permettent de le dater à l'époque de la Fête de la Fédération, le 14 juillet 1790. Tombé dans l'oubli depuis une trentaine d'années, le drapeau a été restauré en 2013 au centre de restauration de Vesoul. L'objet a été inscrit au patrimoine historique.

### Liste de quelques seigneurs de Quintigny[13]
- Jean de Jauche, dit Bouton, chevalier, seigneur de Saligny, époux de Jeanne de Champagne
- Huguenin Bouton, écuyer, fils aîné du précédent, seigneur de Quintigny, sans postérité
- Guillaume Bouton, frère héritier du précédent, écuyer, seigneur de Quintigny, Saligny, Varennes-Saint-Sauveur et de la Barre, marié à Jeanne de Montmoret, avec une fille héritière unique
- Jeanne Bouton, dame de la Barre et de Quintigny, fille des précédents, mariée à N. de Sainte-Croix, seigneur de Clémencey, dont elle a deux enfants, Jean et Jeanne de Sainte-Croix, cohéritiers de leur père en 1431
- Famille Desprez, acquisition au XVIe siècle de la seigneurie de Quintigny
- Guillemette Joubard de Quintigny, dans les années 1600, et son héritier Claude Déprel, écuyer
- Joachim de Beaurepaire, acquisition du fief vers 1670
- Alexandre de Fauchier, marquis de Lullin, et Antoine de Mailly-Château-Renaud le possédait quelques années avant la Révolution française de 1789.

## Politique et administration

### Tendances politiques et résultats

#### Élections Présidentielles
Le village de Quintigny place en tête à l'issue du premier tour de l'élection présidentielle française de 2017, Jean-Luc Mélenchon (LFI) en tête avec 29,44 % des suffrages. Mais lors du second tour, Emmanuel Macron (LaREM) est en tête avec 63,51 %.

#### Élections Régionales
Le village de Quintigny place la liste "Notre Région Par Cœur" menée par Marie-Guite Dufay, présidente sortante (PS) en tête, dès le 1er tour des élections régionales de 2021 en Bourgogne-Franche-Comté, avec 44.44 % des suffrages. Lors du second tour, les habitants décideront de placer de nouveau la liste de "Notre Région Par Cœur" menée par Marie-Guite Dufay, présidente sortante (PS) en tête, avec cette fois-ci, près de 64,52 % des suffrages. Très loin devant les autres listes menées par Julien Odoul (RN), en seconde position avec 26,88 %, Gilles Platret (LR) et Denis Thuriot (LaREM) troisième à égalité avec 4,30 %.

#### Élections Départementales
Le village de Quintigny faisant partie du Canton de Bletterans place le binôme de Philippe Antoine (LaREM) et Danielle Brulebois (LaREM), en tête, dès le 1er tour des élections départementales de 2021 dans le Jura, avec 51,65 % des suffrages. Lors du second tour, les habitants décideront de placer de nouveau le binôme de Philippe Antoine (LaREM) et Danielle Brulebois (LaREM), en tête, avec cette fois-ci, près de 70,79 % des suffrages. Devant l'autre binôme menée par Josiane Hoellard (RN) et Michel Seuret (RN) qui obtient 29,21 %.

### Liste des maires de Quintigny
| Période   | Période   | Identité         | Étiquette | Qualité |
| --------- | --------- | ---------------- | --------- | ------- |
| mars 2001 | mars 2008 | Guy Cartaux      |           |         |
| mars 2008 | mai 2020  | Yves Moine       |           |         |
| mai 2020  | En cours  | Jean-Paul Martin |           |         |

### Héraldique
| Blason de Quintigny | Blason  | De gueules au chevron ondé cousu d'azur, chargé d'un chevron d'argent surchargé d'un chevron en filet d'or, le tout accompagné de trois fleurs de lis d'argent, la traverse et les arêtes d'or. |
| Blason de Quintigny | Détails | Le statut officiel du blason reste à déterminer. |

## Économie
L'activité économique du village de Quintigny tourne autour du vin : le château de Quintigny est divisé entre le domaine Cartaux-Bougaud, viticulteurs de vins du Jura, et la maison Claude Jacquier, champagniseurs.

## Démographie
L'évolution du nombre d'habitants est connue à travers les recensements de la population effectués dans la commune depuis 1793. Pour les communes de moins de 10 000 habitants, une enquête de recensement portant sur toute la population est réalisée tous les cinq ans, les populations de référence des années intermédiaires étant quant à elles estimées par interpolation ou extrapolation. Pour la commune, le premier recensement exhaustif entrant dans le cadre du nouveau dispositif a été réalisé en 2006.

En 2022, la commune comptait 297 habitants, en évolution de +23,24 % par rapport à 2016 (Jura : −0,81 %, France hors Mayotte : +2,11 %).
| 1793 | 1800 | 1806 | 1821 | 1831 | 1836 | 1841 | 1846 | 1851 |
| ---- | ---- | ---- | ---- | ---- | ---- | ---- | ---- | ---- |
| 266  | 303  | 335  | 349  | 334  | 357  | 326  | 305  | 329  |

| 1856 | 1861 | 1866 | 1872 | 1876 | 1881 | 1886 | 1891 | 1896 |
| ---- | ---- | ---- | ---- | ---- | ---- | ---- | ---- | ---- |
| 279  | 301  | 333  | 322  | 314  | 305  | 269  | 258  | 250  |

| 1901 | 1906 | 1911 | 1921 | 1926 | 1931 | 1936 | 1946 | 1954 |
| ---- | ---- | ---- | ---- | ---- | ---- | ---- | ---- | ---- |
| 237  | 236  | 221  | 200  | 188  | 178  | 184  | 176  | 147  |

| 1962 | 1968 | 1975 | 1982 | 1990 | 1999 | 2006 | 2011 | 2016 |
| ---- | ---- | ---- | ---- | ---- | ---- | ---- | ---- | ---- |
| 157  | 136  | 129  | 168  | 180  | 201  | 220  | 219  | 241  |

| 2021 | 2022 | - | - | - | - | - | - | - |
| ---- | ---- | - | - | - | - | - | - | - |
| 282  | 297  | - | - | - | - | - | - | - |

## Culture

### Lieux et monuments
Le château de Quintigny est un château de style maison forte médiévale, de l'ancienne seigneurie de Quintigny (XIIIe siècle). Les origines du château remontent au XIVe siècle mais il a été modifié jusqu'à la fin du XVIIIe siècle. Actuel domaine viticole privé, son escalier hélicoïdal et son imposante cheminée sont classés aux monuments historiques depuis le 15 avril 1987. Les plus anciennes traces écrites retrouvées à ce jour, du village et du château, datent de 1290 et de 1358.

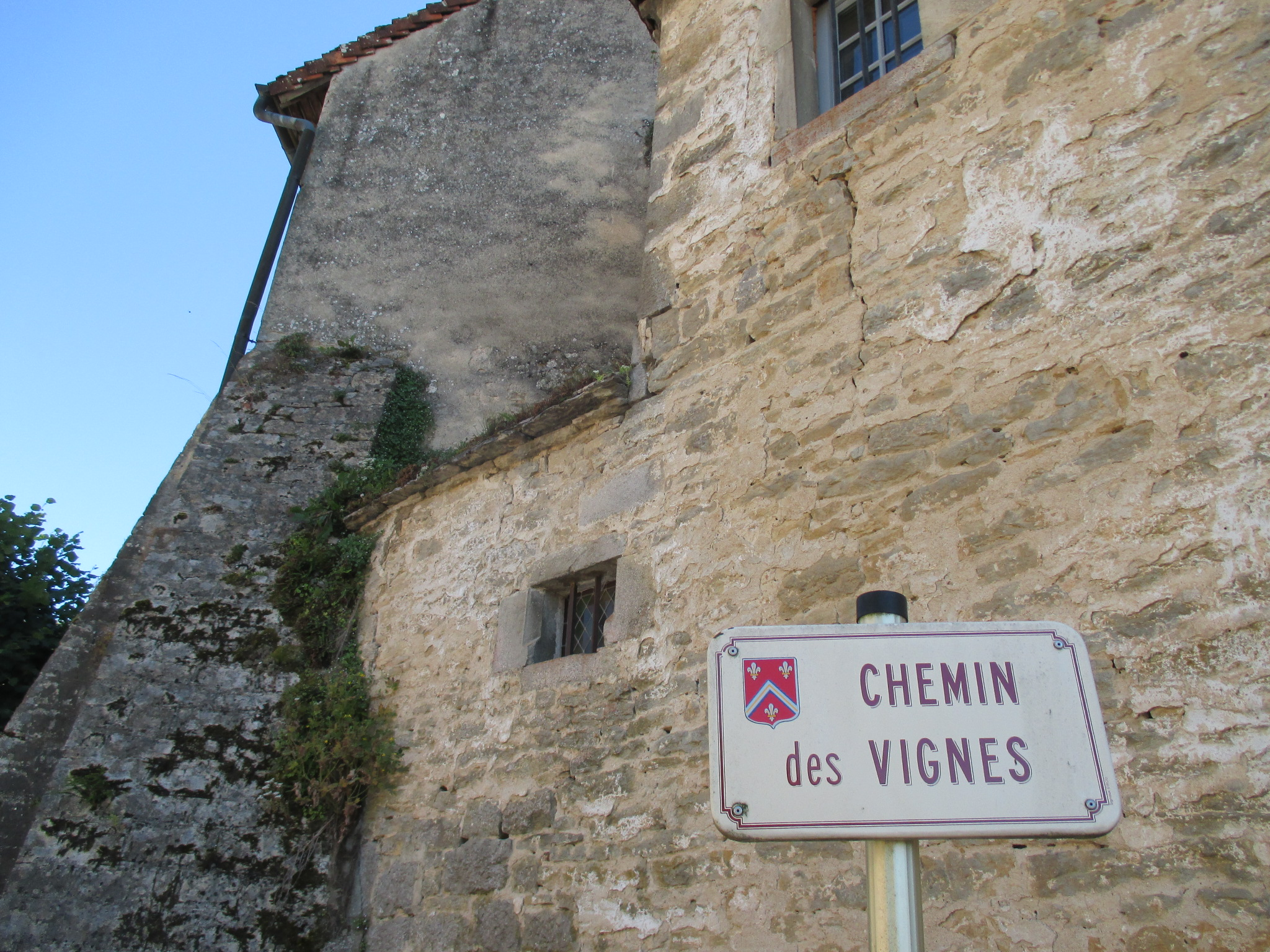
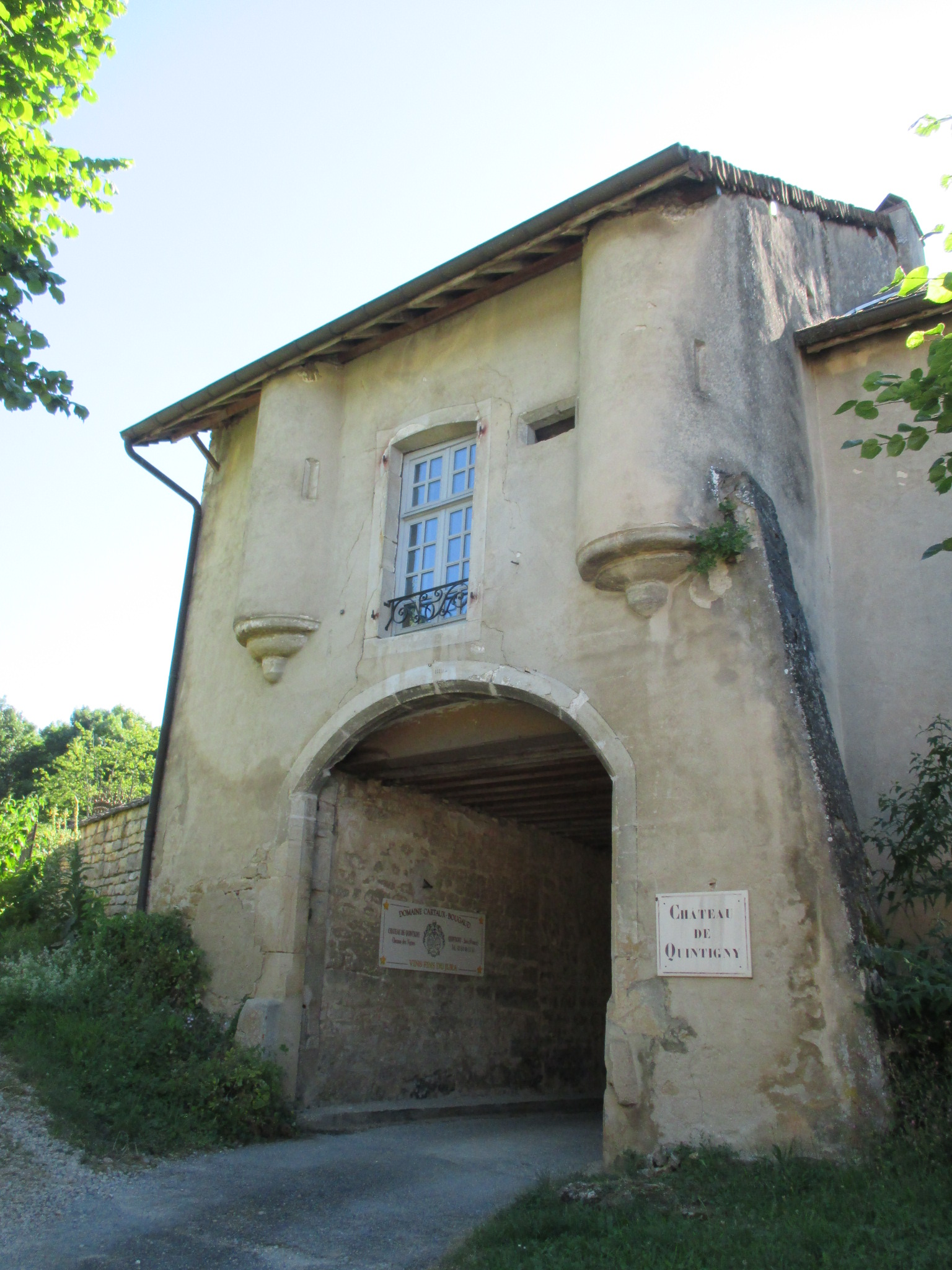
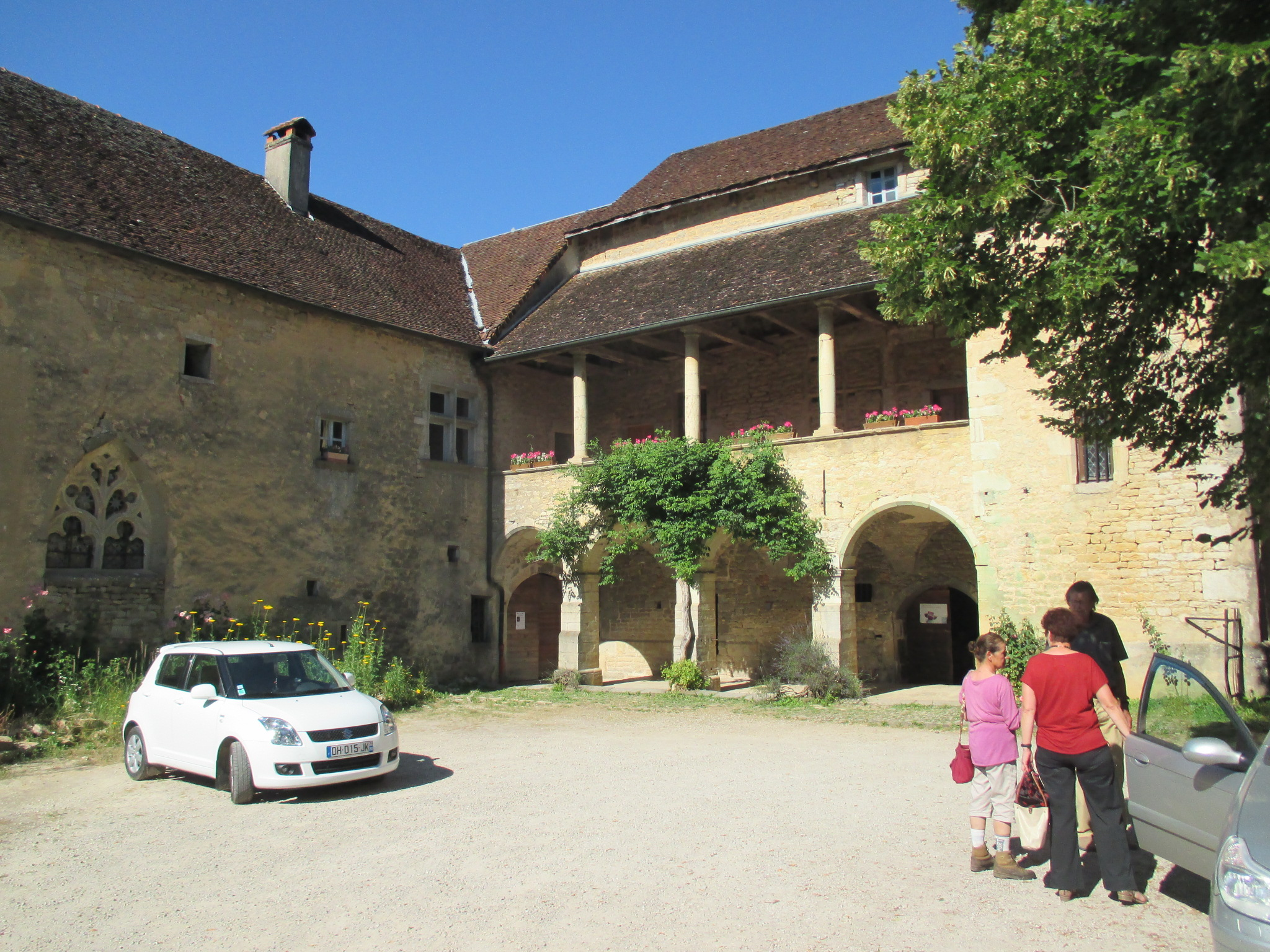
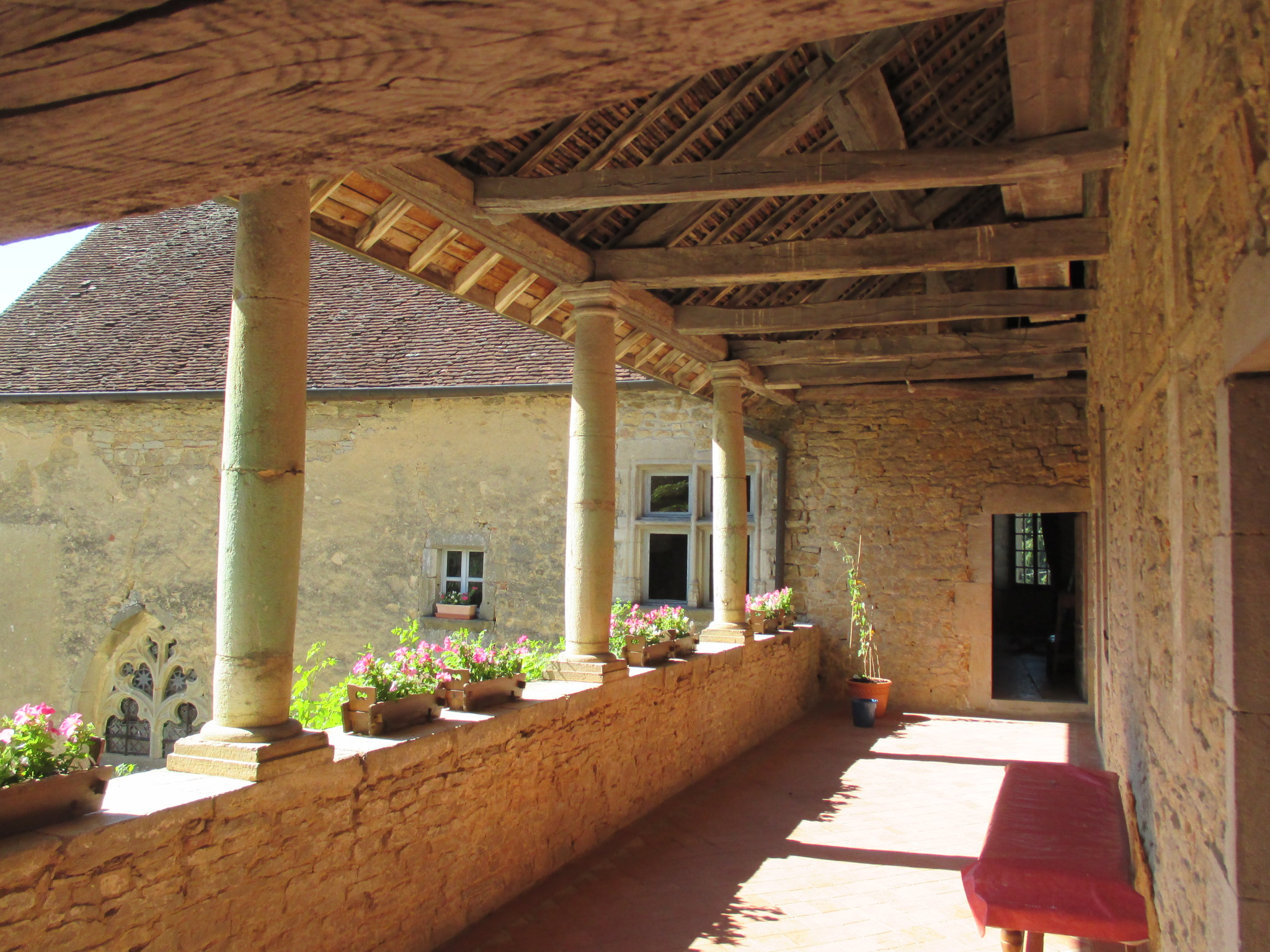

Le château se compose d'une cour centrale ouverte sur le vignoble, bordée sur trois côtés, d'un logis seigneurial avec portail voûté surmonté de deux tourelles en encorbellement, d'une chapelle, et de dépendances agricoles..., sur un ancien domaine de 7 hectares, avec domaine forestier, vignoble, jardin potager, verger, élevage de bétail...

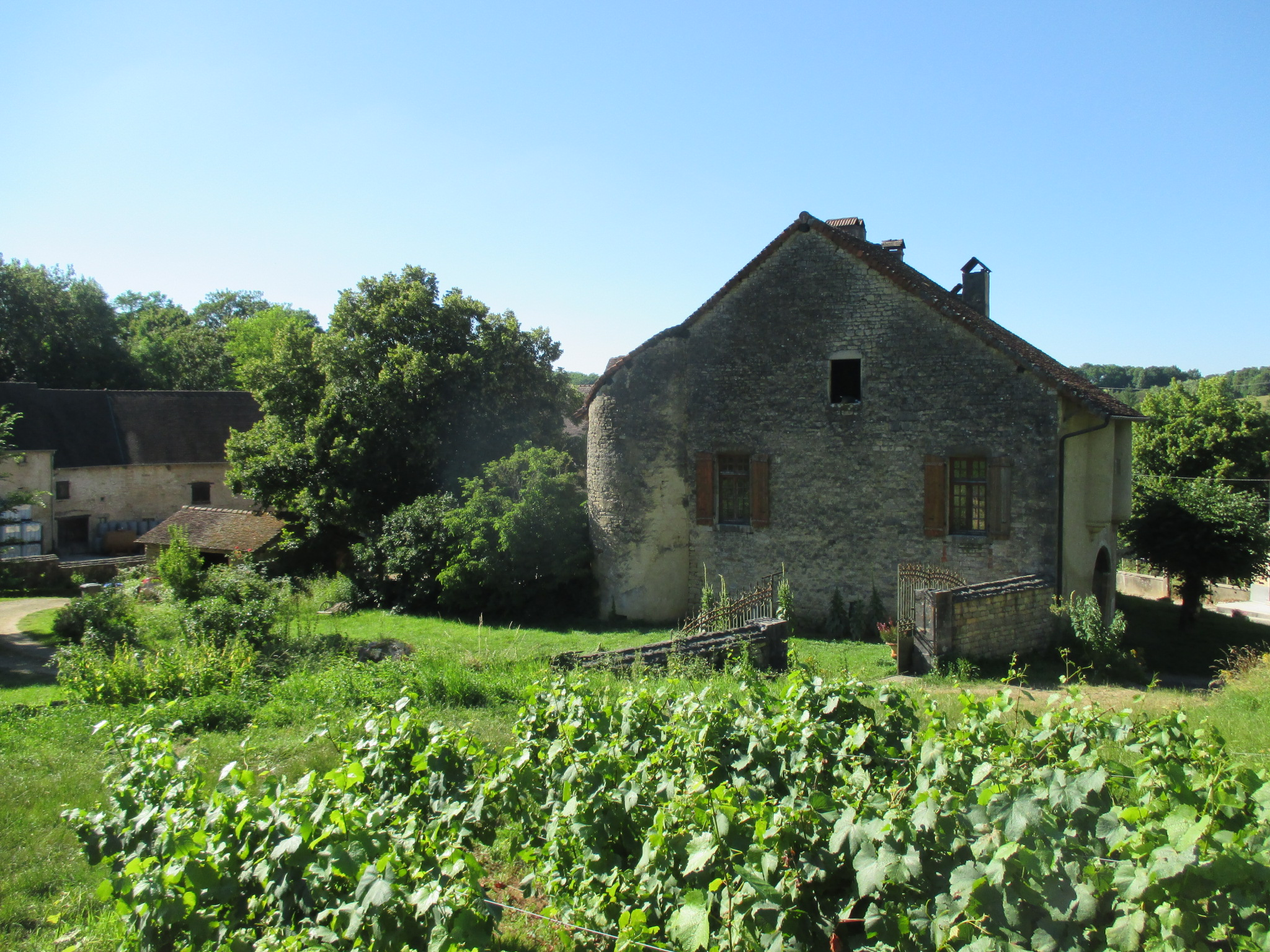
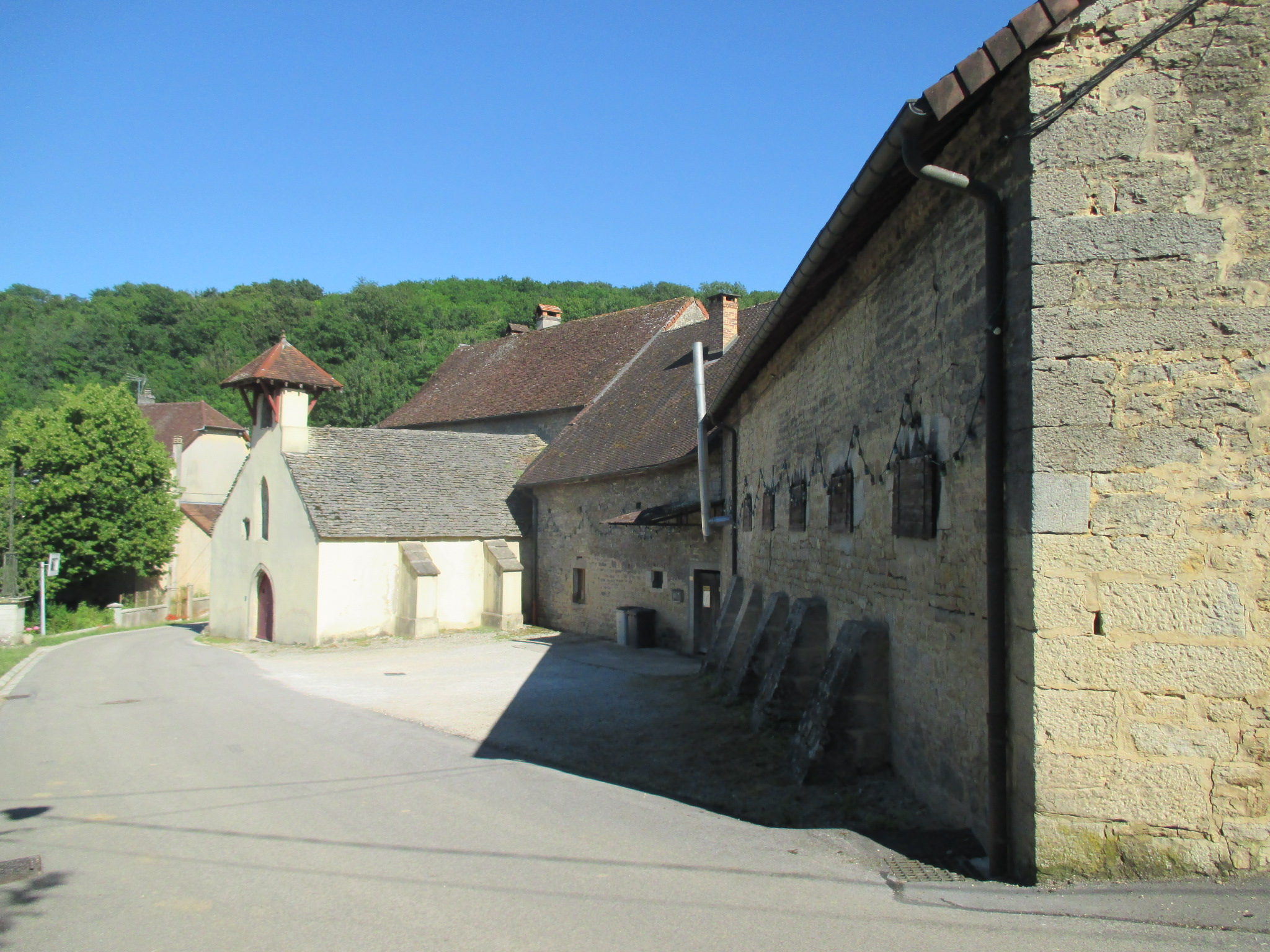
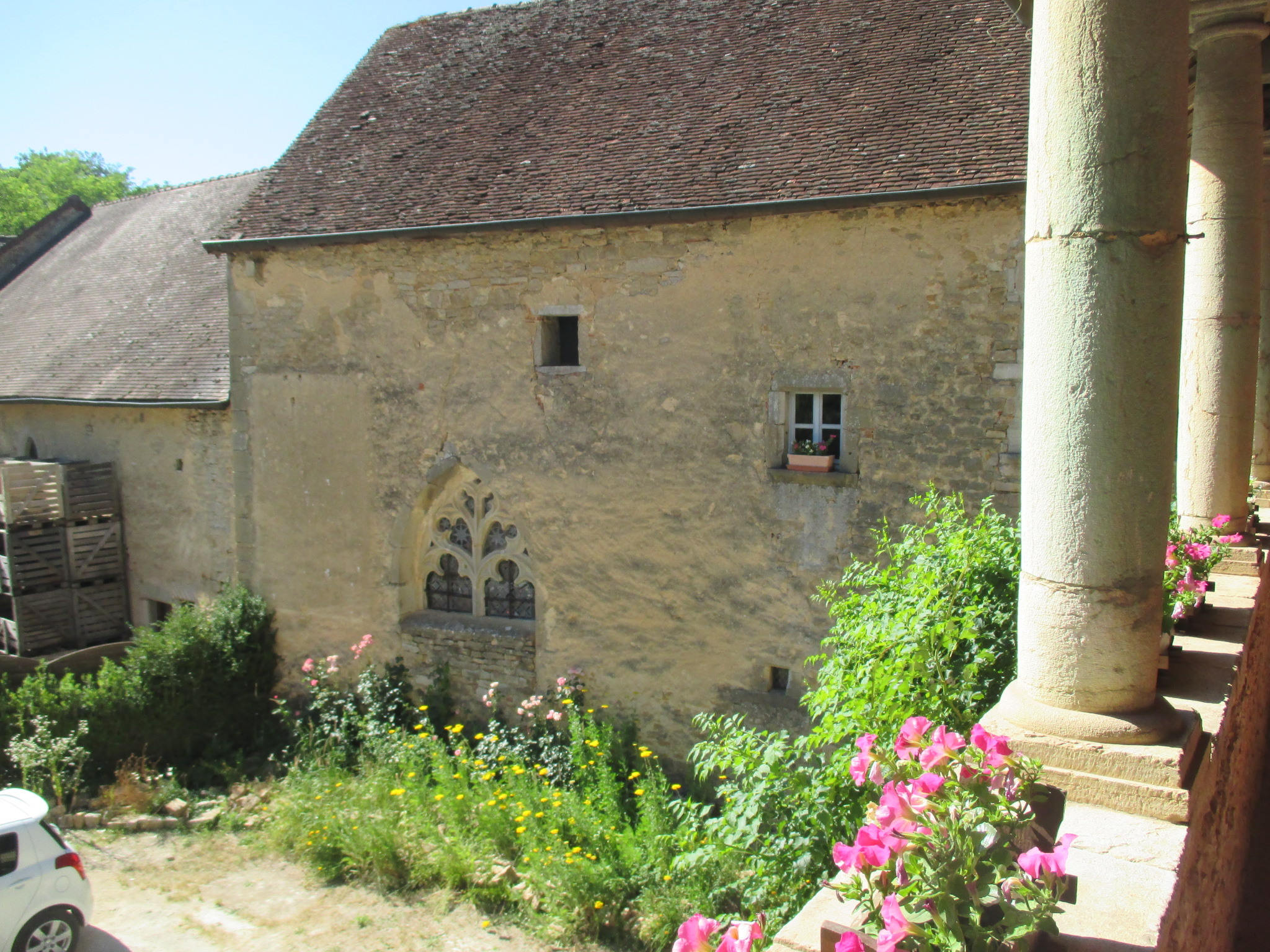
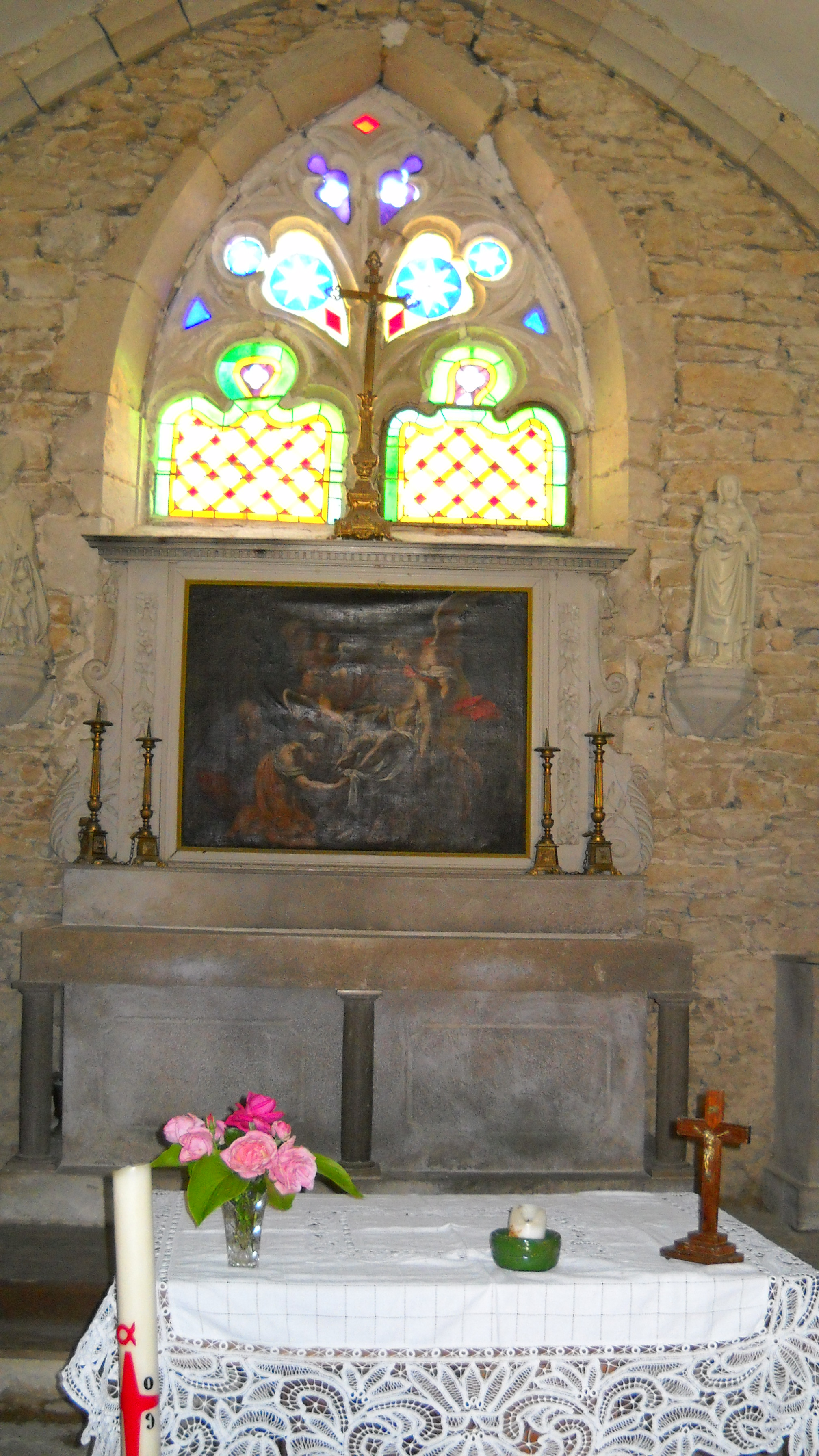

La chapelle, dédiée à saint Claude, est éclairée par une fenêtre en ogive de style gothique flamboyant, et fait office à ce jour d'église du village.

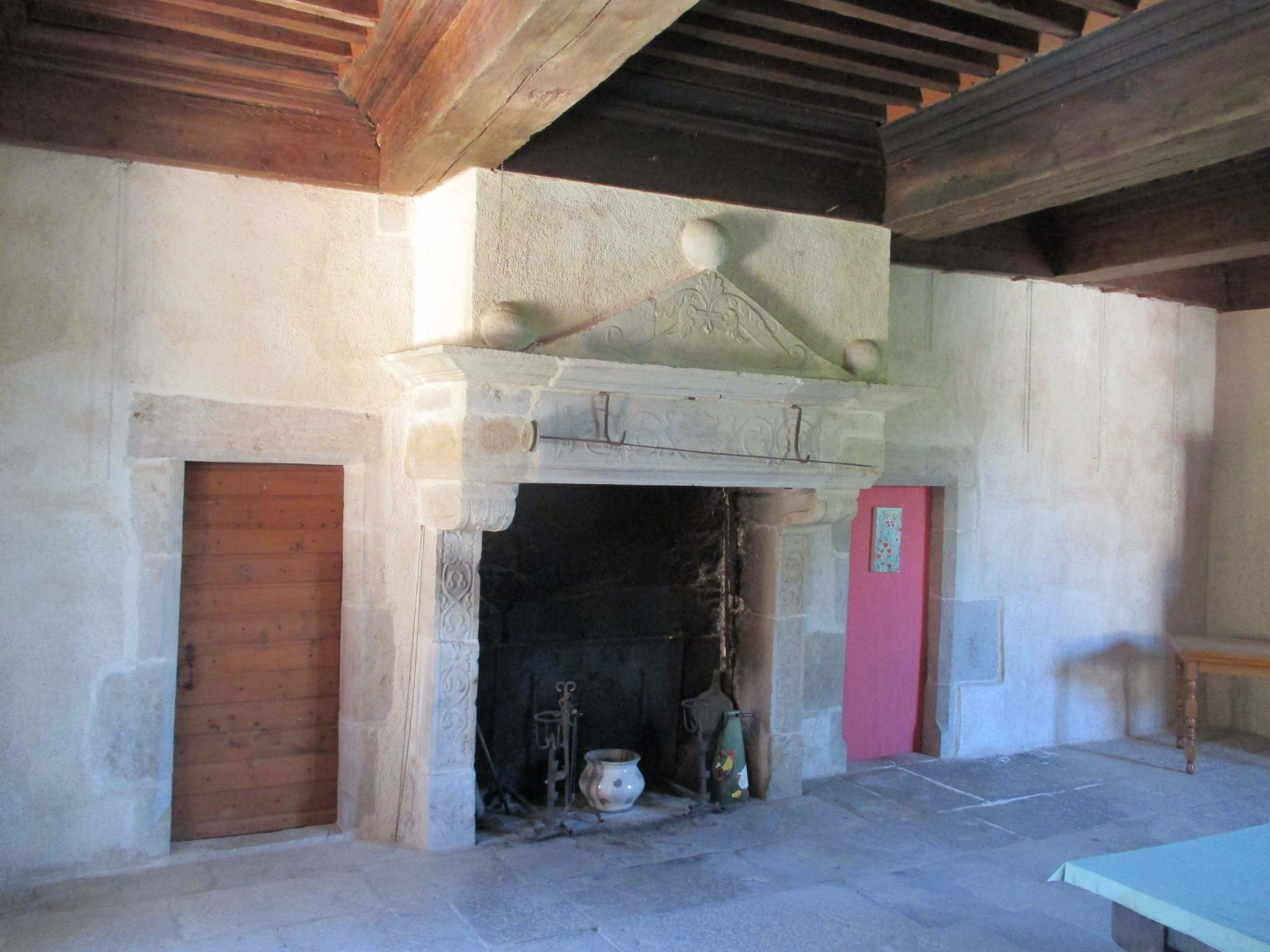
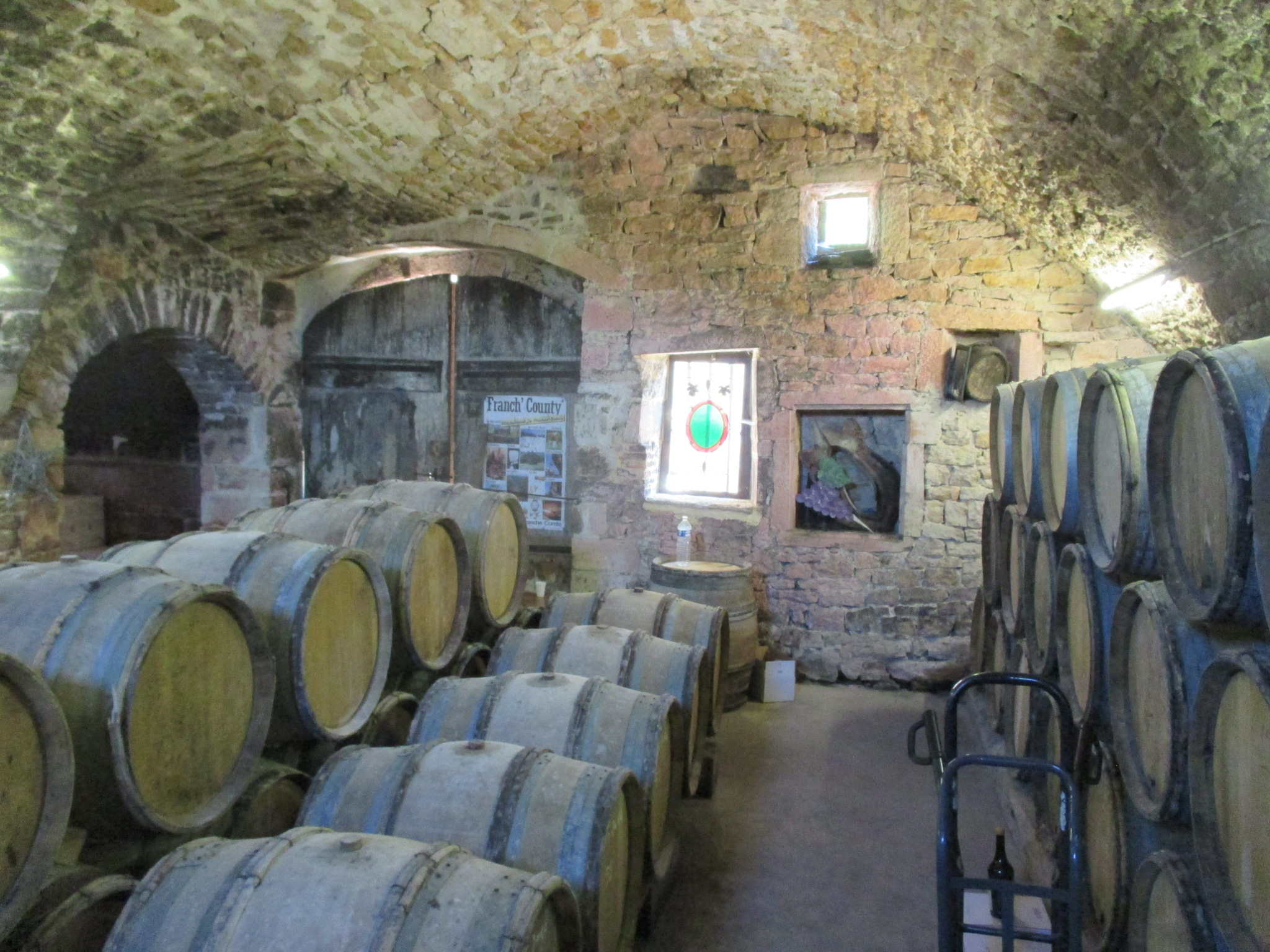
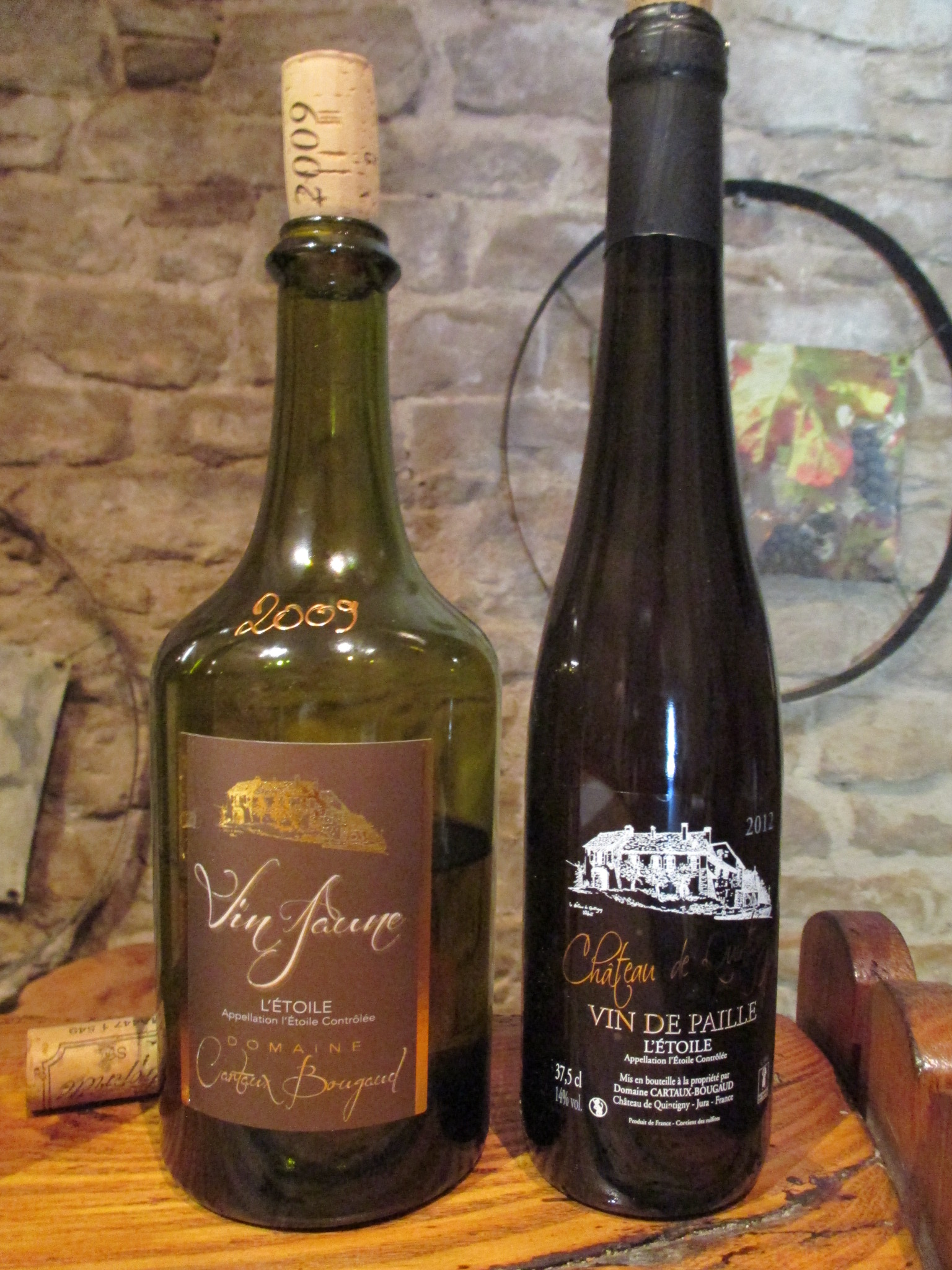
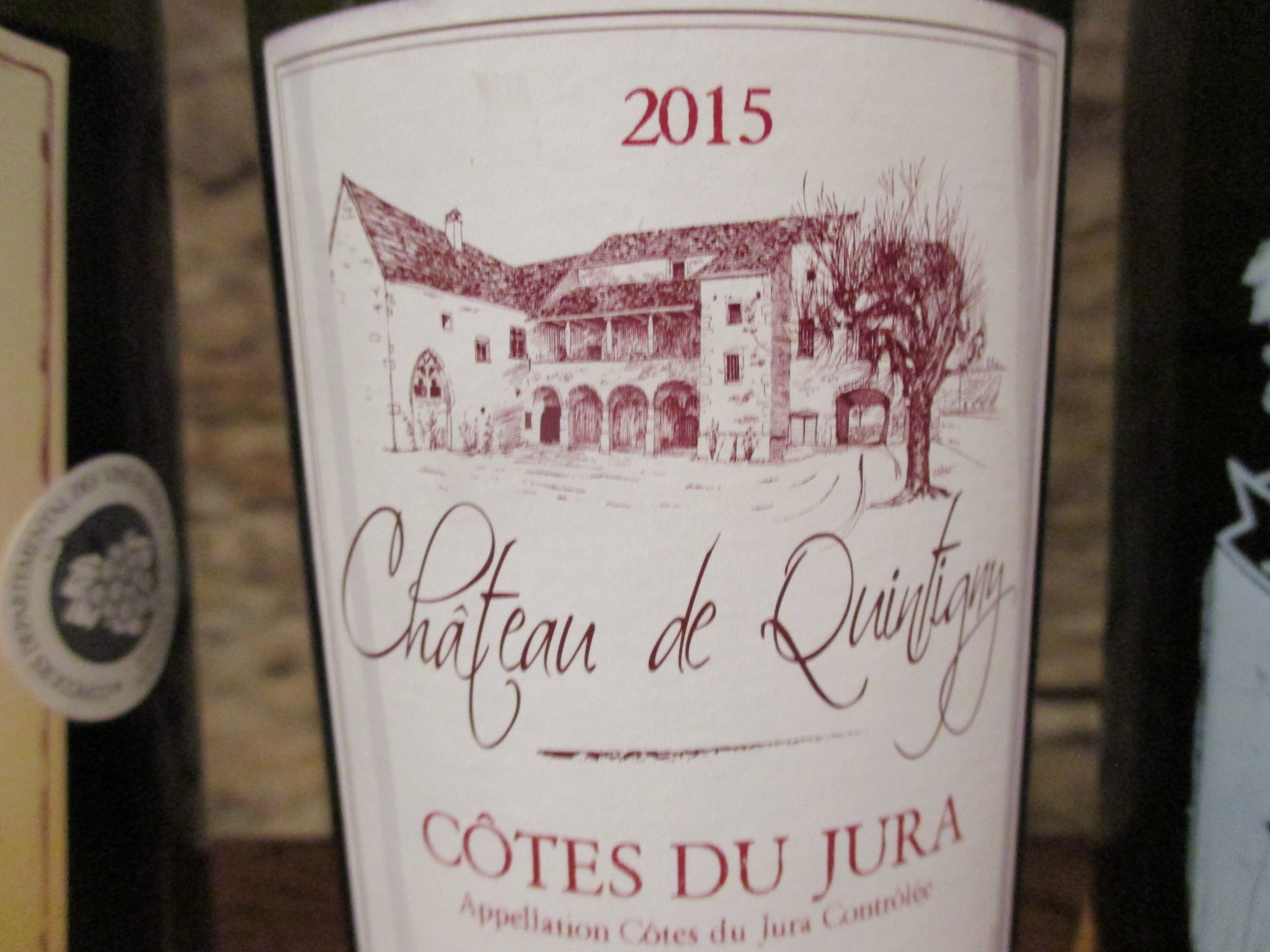

### Personnalités liées à la commune
- Charles Nodier (1780-1844) vécut à Quintigny de 1810 à 1812. Sa fille Marie y est née le 26 avril 1811.
- Jean-Pierre Franque (1774-1860), peintre, y mourut.
- Fanny Tercy (1782-1851), romancière, y mourut.

### Festivités et événements
- Le pétillant en fête : première édition en 2011.
- Rétro Tracteur.
- Championnats de France Masters de Cyclo-cross.